# Tupaia salatana
Tupaia salatana is een zoogdier uit de familie van de echte toepaja's (Tupaiidae). De wetenschappelijke naam van de soort werd voor het eerst geldig gepubliceerd door Marcus Lyon in 1913. De soort werd tot 2013 als ondersoort van de langvoettoepaja (T. longipes) gerekend, maar uit onderzoek bleek het een aparte soort te zijn.

## Voorkomen
De soort komt voor in Indonesië, in het zuiden van het eiland Borneo.